# Sites mégalithiques de l'Orne
L'Orne compte de nombreux vestiges de monuments mégalithiques dont beaucoup sont imposants.

## Répartition géographique
| \| Alençon Argentan Mortagne-au-Perche \| Répartition géographique des sites mégalithiques. · : dolmen - : menhir |
| Alençon Argentan Mortagne-au-Perche                                                                               |

## Inventaire non exhaustif
| Monument                           | Commune                       | Remarque                                       | Protection                          | Coordonnées                 | Illustration                        |
| ---------------------------------- | ----------------------------- | ---------------------------------------------- | ----------------------------------- | --------------------------- | ----------------------------------- |
| Grosse Pierre                      | Boissy-Maugis                 |                                                | Classé MH (1949)                    | 48° 27′ 59″ N, 0° 45′ 01″ E | La Grosse Pierre                    |
| Grande Pierre                      | Ceaucé                        | menhir                                         | Classé MH (1976)                    |                             |                                     |
| Pierre au Busard                   | Le Cercueil                   | menhir autre nom Pierre de la Tremblaie        |                                     | 48° 35′ 42″ N, 0° 00′ 26″ E |                                     |
| Droite Pierre                      | Chênedouit                    | menhir                                         | Classé MH (1981)                    |                             |                                     |
| La Table des Fées                  | Chênedouit                    | autre nom Dolmen de la Cardotière              |                                     | 48° 45′ 31″ N, 0° 20′ 13″ O |                                     |
| Menhir de la Courbe                | La Courbe                     |                                                |                                     | 48° 44′ 40″ N, 0° 12′ 38″ O |                                     |
| Pierre Tournoire                   | La Courbe                     | menhir,                                        |                                     | 48° 44′ 50″ N, 0° 10′ 58″ O |                                     |
| Affiloir de Gargantua              | Craménil                      | menhir                                         | Classé MH (1889)                    | 48° 45′ 21″ N, 0° 21′ 34″ O | Affiloir de Gargantua               |
| Dolmen du Bois de la Pierre        | Crulai                        | douteux                                        |                                     | 48° 43′ 25″ N, 0° 38′ 41″ E |                                     |
| Pierre Levée                       | Échauffour                    | dolmen                                         |                                     | 48° 43′ 56″ N, 0° 24′ 12″ E | Pierre levée                        |
| Menhirs des Crouttes               | Échauffour                    | 3 menhirs                                      | Classé MH (1927)                    | 48° 43′ 42″ N, 0° 25′ 03″ E | Alignement des Crouttes             |
| Pierre Couplée                     | La Ferté-Frênel               | dolmen                                         | Classé MH (1944)                    | 48° 50′ 22″ N, 0° 29′ 51″ E | Pierre Couplée                      |
| Pierre Levée                       | Fontaine-les-Bassets          | dolmen                                         | Classé MH (1934)                    | 48° 51′ 18″ N, 0° 00′ 04″ O | Pierre Levée (Fontaine-les-Bassets) |
| Pierre de la Rousselière           | La Forêt-Auvray               | menhir                                         |                                     | 48° 49′ 02″ N, 0° 19′ 43″ O | Menhir de la Rousselière            |
| Pierre de la Broudière             | Glos-la-Ferrière              | menhir                                         | Classé MH (1944)                    | 48° 50′ 34″ N, 0° 36′ 17″ E |                                     |
| Pierre des Bignes                  | Habloville                    | dolmen et tumulus                              | Classé MH (1931).                   | 48° 48′ 22″ N, 0° 09′ 52″ O | Dolmen des Bignes                   |
| Pierre Longue                      | Héloup                        | menhir                                         |                                     |                             |                                     |
| Dolmen de la Grandière             | Joué-du-Bois                  |                                                | Classé MH (1889)                    | 48° 35′ 11″ N, 0° 14′ 36″ O |                                     |
| Pierre aux Loups                   | Joué-du-Bois                  | dolmen                                         | Classé MH (1889)                    | 48° 34′ 38″ N, 0° 14′ 44″ O |                                     |
| Pierre du Champ des Outres         | Joué-du-Bois                  | menhir                                         | Classé MH (1889)                    | 48° 34′ 57″ N, 0° 14′ 07″ O |                                     |
| Lit de la Gione                    | Juvigny-sous-Andaine          | autre nom Dolmen du Pissot                     |                                     | 48° 33′ 57″ N, 0° 27′ 49″ O | Lit de la Gione                     |
| Pierre à la Demoiselle             | La Lande-Saint-Siméon         | menhir autre nom Pierre Percée                 |                                     |                             |                                     |
| Menhir de la Croix-Carrée          | Landigou                      |                                                |                                     | 48° 45′ 13″ N, 0° 29′ 09″ O |                                     |
| Pierre Tourneresse                 | Macé                          | dolmen                                         | détruit vers 1840                   |                             |                                     |
| Menhir du Val d'Orne               | Ménil-Hermei                  |                                                |                                     | 48° 48′ 57″ N, 0° 19′ 31″ O |                                     |
| Menhir de la Longue-Roche          | Ménil-Jean                    | autres noms Menhir de Crève-Cœur, Roche du Pré |                                     | 48° 45′ 13″ N, 0° 13′ 42″ O |                                     |
| Pierre Tournoire                   | Montmerrei                    | menhir                                         |                                     | 48° 37′ 04″ N, 0° 01′ 14″ E |                                     |
| Butte des Hogues                   | Moulins-sur-Orne              |                                                | détruit                             |                             |                                     |
| Menhir du Perron                   | Passais                       |                                                | Classé MH (1926)                    | 48° 29′ 31″ N, 0° 45′ 59″ O | Menhir du Perron                    |
| Table au Diable                    | Passais                       | allée couverte                                 | Classé MH (1973)                    | 48° 30′ 40″ N, 0° 46′ 13″ O | Table au Diable                     |
| Dolmen du Bois de la Maigraire     | Saint-Bômer-les-Forges        |                                                |                                     | 48° 38′ 16″ N, 0° 36′ 21″ O |                                     |
| Ensemble mégalithique du Creux     | Saint-Bômer-les-Forges        |                                                | Classé MH (1975)                    | 48° 38′ 43″ N, 0° 36′ 16″ O | Dolmen du Creux                     |
| Lit de Saint-Cénéri                | Saint-Céneri-le-Gérei         | menhir probable                                |                                     | 48° 22′ 33″ N, 0° 03′ 01″ O | Lit de Saint-Cénéri                 |
| Chambre à la Dame                  | Saint-Clair-de-Halouze        | dolmen                                         |                                     | 48° 41′ 34″ N, 0° 37′ 56″ O |                                     |
| Dolmen de Haute-Folie              | Saint-Clair-de-Halouze        |                                                | détruit                             |                             |                                     |
| Pierre Procureuse                  | Saint-Cyr-la-Rosière          | dolmen                                         | Classé MH (1930) · Classé MH (1938) | 48° 18′ 00″ N, 0° 38′ 10″ E | Pierre Procureuse                   |
| Dolmen du Bois de la Mousse        | Sainte-Honorine-la-Guillaume  |                                                |                                     |                             |                                     |
| Menhirs des Gastines               | Saint-Hilaire-sur-Risle       | 2 menhirs                                      | 1 disparu                           | 48° 42′ 52″ N, 0° 30′ 05″ E |                                     |
| Table des Marchands                | Saint-Martin-du-Vieux-Bellême | dolmen                                         |                                     |                             |                                     |
| Pierre des Druides                 | Saint-Ouen-de-la-Cour         | menhir                                         |                                     | 48° 24′ 01″ N, 0° 34′ 33″ E |                                     |
| Guerre à Mé                        | Saint-Patrice-du-Désert       | menhir                                         |                                     |                             |                                     |
| Pierre des Landes.                 | Saint-Patrice-du-Désert       | menhir                                         |                                     |                             |                                     |
| Menhir de la Châtaigneraie         | Saint-Siméon                  |                                                |                                     | 48° 26′ 35″ N, 0° 44′ 53″ O |                                     |
| Dolmen du Jarrier                  | Saint-Sulpice-sur-Risle       |                                                | Classé MH (1976)                    | 48° 46′ 24″ N, 0° 39′ 33″ E |                                     |
| Menhir de la Chevrollière          | Saint-Sulpice-sur-Risle       |                                                |                                     | 48° 46′ 22″ N, 0° 38′ 27″ E |                                     |
| Allée couverte de la Bertinière    | La Sauvagère                  |                                                | Classé MH (1967).                   | 48° 37′ 31″ N, 0° 26′ 10″ O | Allée couverte de la Bertinière     |
| Allée couverte de la Maisonnette,. | La Sauvagère                  |                                                |                                     |                             |                                     |
| Pierre Levée des Ventes            | Silly-en-Gouffern             | menhir                                         | Classé MH (1889)                    | 48° 44′ 07″ N, 0° 06′ 26″ E | Pierre Levée des Ventes             |
| Pierre au Bordeu                   | Tournai-sur-Dive              | menhir                                         | Classé MH (1938)                    | 48° 48′ 03″ N, 0° 02′ 29″ E | Pierre au Bordeu                    |
| Pierre levée de Trun               | Trun                          |                                                |                                     | 48° 50′ 31″ N, 0° 01′ 50″ E |                                     |